# Alexis Meade
Alexis Meade er en fiktiv person i tv-serien Ugly Betty spillet af Rebecca Romijn. Alexis er tidligere kendt som Alexander (Alex) Meade. Alex er Daniels ældre bror, der "døde" i en skiulykke, men "genopstod" pludselig som kvinde. Han havde nu skiftet sit navn til Alexis. Hun krævede firmaet tilbage, som deres far jo automatisk havde givet videre til Daniel. Men den går ikke, og slut på 2 sæson bliver de enige om at samarbejde. 